# 2-甲基十一醛
2-甲基十一醛是一种有机化合物，分子式C12H24O，结构简式CH3(CH2)8CH3CHCHO，存在于金柑的果皮提炼的油中。